# Francesco Berni
Francesco Berni (n. 1497, Lamporecchio, Toscana, Italia – d. 26 mai 1535, Florența, Ducatul Florenței⁠(d)) a fost un poet renascentist italian, unul din inițiatorii stilului burlesc.

## Opera
- 1541: Orlando îndrăgostit, într-o versiune nouă ("Orlando innamorato rifatto")
- 1567: La Catrina ("La Catrina")